# 302e régiment d'infanterie
Le 302e régiment d'infanterie (302e RI) est un régiment d'infanterie de l'Armée de terre française constitué en 1914 avec les bataillons de réserve du 102e régiment d'infanterie.
À la mobilisation, chaque régiment d'active créé un régiment de réserve dont le numéro est le sien plus 200. 

## Chefs de corps

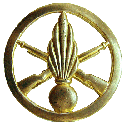
insigne de béret d'infanterie

## Création et différentes dénominations
- Août 1914 : 302e régiment d'infanterie
- Juin 1916 : dissolution

## Historique des garnisons, combats et batailles du302eRI

### Première Guerre mondiale

#### Affectations
- 54e Division d'Infanterie d'août à septembre 1914
- 65e Division d'Infanterie de juin 1915 à juin 1916

#### 1914
Le régiment est mobilisé à Chartres du 2 au 9 août 1914.
- Opérations des IIIe et IVe armées : Spincourt, Gouraincourt, Houdelaucourt, Éton, Billy-sous-Mangiennes
- La retraite des IIIe et IVe armées : Gercourt et le Bois de Forges (1er septembre)
- 6 – 10 septembre : bataille de la Marne :
  - Rembercourt aux Pots
  - La Vaux-Marie

#### 1915
- Février - mars : Meuse et Argonne : Les Éparges
- 10 avril : Hauts-de-Meuse : Bois d’Ailly
- Lamorville

#### 1916
- Juin : Dissolution à Vigneulles : l'un de ses 2 bataillons (le 4e) rejoint le 312e RI.

## Drapeau
Il porte, cousues en lettres d'or dans ses plis, les inscriptions suivantes :
- Revigny 1914
- Les Éparges 1915

## Décorations décernées au régiment
- Pas de citation du régiment.

## Monuments
Un monument à la mémoire du 302e RI est présent sur la commune des Éparges. Une plaque porte une croix de guerre et l'inscription suivante:

302e R.I. 20 septembre 1914, 21 mars 1915. Les Anciens des 302e et 102e R.I.